# 小原伝
小原 伝（おはら つとう、1862年1月23日（文久元年12月14日） - 1928年（昭和3年）3月29日）は、日本の陸軍軍人。最終階級は陸軍中将。

## 経歴
伊予国（現愛媛県）出身。今治藩士小原吉継の五男として生れる。陸軍幼年学校を経て、1880年（明治13年）1月、陸軍士官学校に入学。1882年（明治15年）12月、砲兵少尉任官。1884年（明治17年）7月、陸軍士官学校（旧5期）を卒業。1889年（明治22年）12月、陸軍大学校（5期）を首席で卒業した。近衛野砲兵連隊中隊長、陸軍砲工学校教官、参謀本部第1局員、ドイツ留学、第2軍参謀、参謀本部第1局員、オーストリア公使館付、ドイツ公使館付、陸大教官などを歴任した。
日露戦争では第12師団参謀長として出征した。野砲兵第3連隊長を経て、1908年（明治41年）12月、陸軍少将に進級した。対馬警備隊司令官、砲工学校長などを歴任し、1914年（大正3年）5月、陸軍中将となり、由良要塞司令官、第5師団長を勤めた。1917年（大正6年）8月、待命となり、1918年（大正7年）4月、予備役に編入された。

## 栄典
位階
- 1886年（明治19年）11月27日 - 従七位[4]
- 1903年（明治36年）3月30日 - 従五位[5]
- 1908年（明治41年）5月11日 - 正五位[6]
- 1913年（大正2年）5月30日 - 従四位[7]
- 1915年（大正4年）7月20日 - 正四位[8]

勲章等
- 1889年（明治22年）11月29日 - 大日本帝国憲法発布記念章[9]
- 1895年（明治28年）11月18日 - 明治二十七八年従軍記章[10]
- 1914年（大正3年）11月30日 - 勲二等瑞宝章[11]
- 1915年（大正4年）11月10日 - 大礼記念章[12]

## 親族
- 前妻：小原親子（1871–1899） - 陸軍大将川上操六の一人娘、脳膜炎による憂鬱症で29歳で早逝[1][13]。
- 後妻：小原たま[14]
- 養子：小原仲 - 高松高等裁判所長官[1]
- 次兄：小原芳次郎（1852–1934） - 陸軍少将[1][15]。岳父に宇垣一成[16]
- 娘婿：砂田重政 - 政治家[1]